# Tommaso Prelà
Tommaso Prelà (Bastia, 21 gennaio 1765 – Roma, 27 febbraio 1846) è stato un medico italiano.

## Biografia
Nato a Bastia in Corsica negli ultimi anni di dominazione genovese da una ricca famiglia di mercanti, a nove anni fu inviato a Firenze dal padre, poi svolse i suoi studi di medicina all'Università La Sapienza e poi all'Istituto Santo Spirito a Roma, di cui venne poi nominato capo dell'ospedale. Poi divenne medico personale di papa Pio VII. Appassionato di lettura ha lasciato in testamento la sua biblioteca al comune di Bastia, il cui consiglio comunale espresse ammirazione nei suoi confronti.
Tuttora una biblioteca di Bastia ha il suo nome e una via è stata dedicata a lui a Roma in zona Boccea. Nel 2017 gli sono state dedicate una piazza e un busto a Bastia.

## Famiglia
Tommaso Prelà era zio di Salvatore Viale, poeta e di Tommaso Viale, ingegnere, nonché di Benedetto Viale Prelà, medico.

## Opere
- Confronto della religione e pietà delle antiche nutrici o balie latine con le nutrici o balie cristiane, Stamperia R.C.A., Roma, 1833
- Il Boa di Plinio, congettura su la storia della Vaccinazione (Dissertazione letta all'Accademia dei Lincei), coi tipi di Giovanni Giuseppe Destefanis, 1825.